# 聽房
听房为传统中式婚礼中古老的婚俗，指新人進新房後，男家親屬偷聽新人對話以及房中發出的其他聲音。

## 起源
傳說听房习俗来源于中国民间传说为扫帚星转世的姜子牙妻子马氏爱听房而来。，而實際有記載始於漢代。《漢書》記載當時「新婚之夕，於窗外竊聽新婦言語及動止，以為笑樂」。

## 內容
新人入新房後，親屬於房外聽新郎新娘親熱的動靜，也有些會躲在床下偷聽。第二天聊天時拿出來解悶、逗樂。同時作為未婚年輕人的性啟蒙。
旧时中国民间信仰还认为夫妻洞房就寝时，必须说话，避免生哑巴儿，所以有有“无人听房，后嗣不旺”之说。由於古代多為包办婚姻,素未谋面的新人要赶紧抛开生疏之感、羞耻之心，使羞羞答答的黄花闺女变成大大方方的泼媳妇，好尽快完成传宗接代、壮大家族的使命。而新人之间互相交谈正是拉近双方距离的方法之一，听房的作用也正是被新郎的亲属用来验证新人在新婚夜是否交谈。
与此同时，听房还被中国民间信仰赋予了辟邪之功能，甚至忌讳无人听房，因之中国民间有“人不听鬼听”之说。若无人听房，为了辟邪，新郎家须于新房门前或窗下放一扫帚，上搭一件衣服，佯装有人听房，以作为防鬼魅进入洞房的一种保护措施：鬼魅如来听房，看披衣服的扫帚，误以为有人听房，就不敢侵入新房捣乱作祟了。而旧时中国民间信仰认为扫帚是万根辟邪棒；门前和窗外有此物挡着，鬼魅不敢靠近，可保新人平安幸福。
有時聽房會和看新娘同步进行，也为古时婚前体检之一部。旧时看新娘时对新娘的每一个身体部位，喜娘均须喊出吉语以描述，但新娘时唯一允许在场男性只能是新郎本人；新郎家族中其他男性如其父、祖、叔、伯、兄长则在洞房门外、窗外，依屋内喜娘喊出的吉语来获知新娘身体是否健康。

## 批評
自漢代起，听房已經是親屬以取樂為目的而進行。後來有些人偷听新人洞房夜私语，次日当众公开以取笑新人，有人認為是实行偷窥、窥淫癖之类的意淫，对新人侮辱的恶习陋俗。